# Ban (okręg Sălaj)
Ban – wieś w Rumunii, w okręgu Sălaj, w gminie Bănișor. W 2011 roku liczyła 458 mieszkańców.